# Trà Giang, Trà Bồng
Trà Giang là một xã thuộc huyện Trà Bồng, tỉnh Quảng Ngãi, Việt Nam.
Xã Trà Giang có diện tích 36,96 km², dân số năm 1999 là 317 người, mật độ dân số đạt 9 người/km².